# Nikolaus Nack

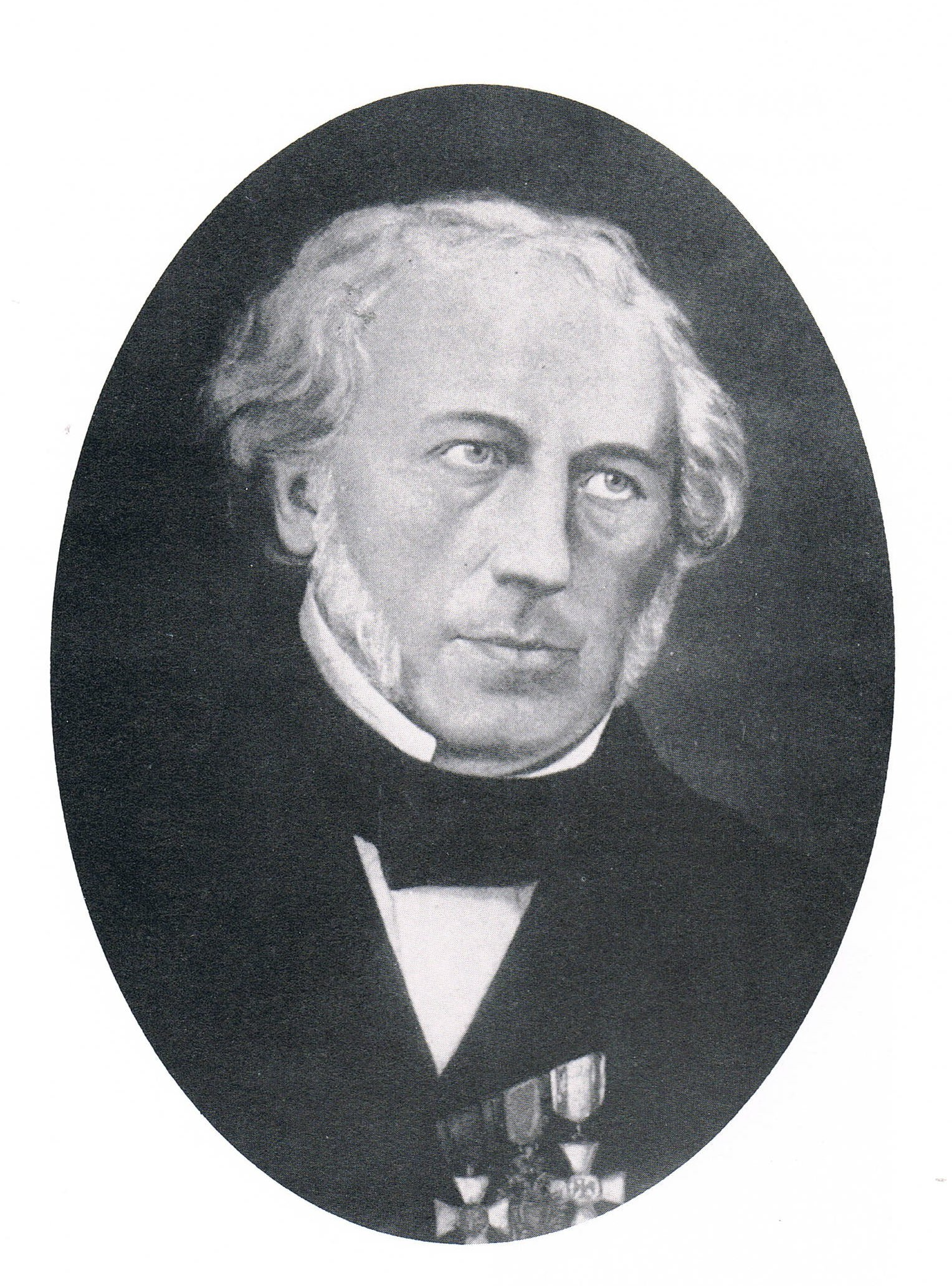
Nikolaus Nack, zeitgenössische Abbildung

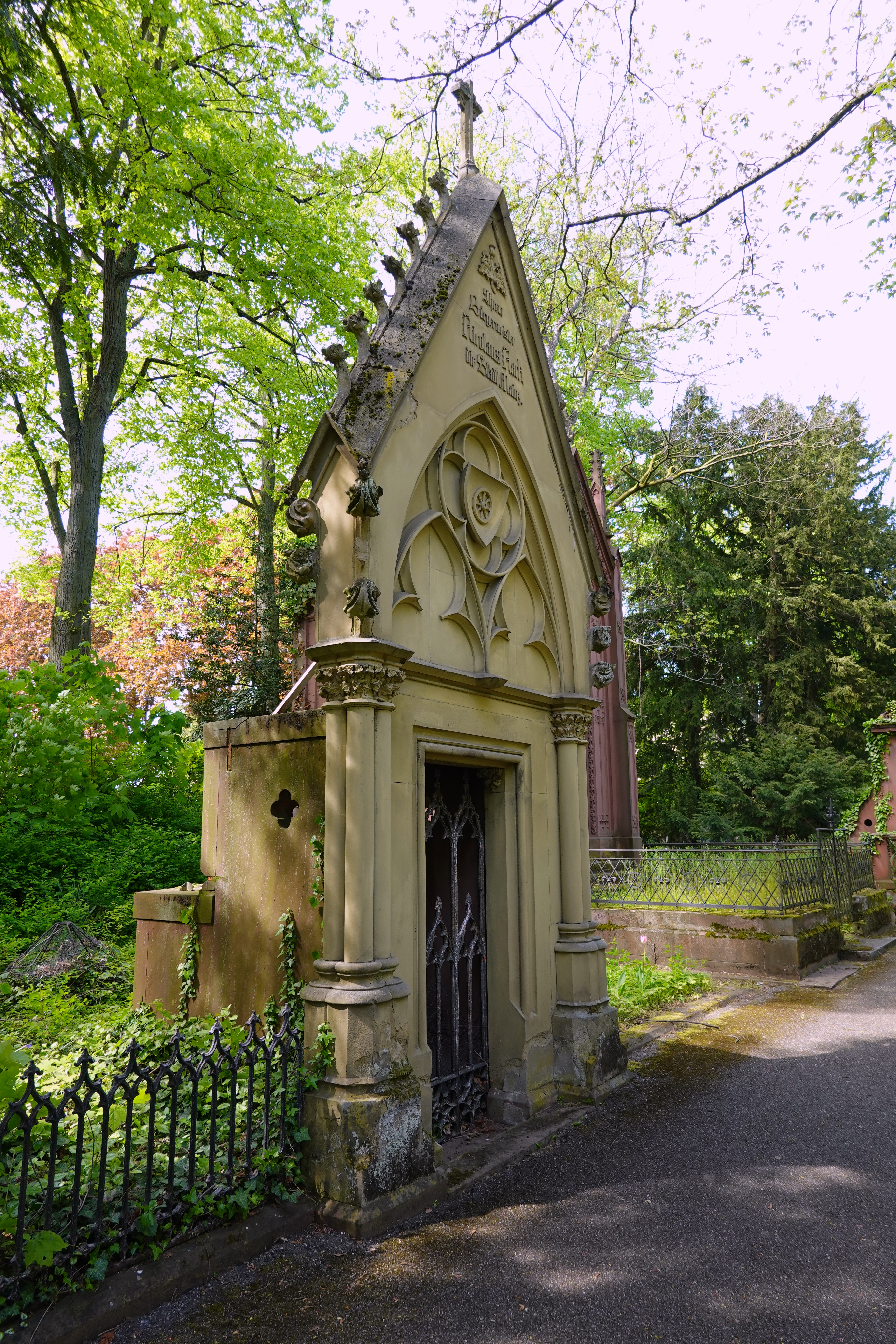
Ruhestätte von Nicolaus Nack auf dem Hauptfriedhof Mainz

Nikolaus Nack (* 17. Januar 1786 in Mainz; † 5. Mai 1860 ebenda) war deutscher Kaufmann und Bürgermeister der Stadt Mainz.
Nack war Sohn eines Metzgers und von bürgerlichem Beruf Kaufmann und Weinhändler. Ohne juristische Ausbildung gelangte er dennoch auf die Position des stellvertretenden Präsidenten des Mainzer Handelsgerichts. Er hatte das Amt des Bürgermeisters der Stadt Mainz vom 1. April 1842 bis zu seinem Tod am 5. Mai 1860 inne. Am 26. Dezember 1858 wurde ihm der Ehrentitel „Oberbürgermeister“ verliehen.
Nack bestellte während seiner Amtszeit Joseph Laské zum Stadtbaumeister. Während der  Ereignisse des Revolutionsjahres 1848 nahm er eine vermittelnde Position ein und konnte ein Blutvergießen bei einem Konflikt zwischen der Bürgerwehr und preußischen Soldaten im Mai verhindern. 
Nack starb während seiner Amtszeit im Jahr 1860. Die Nackstraße in der Mainzer Neustadt ist nach ihm benannt.

## Ereignisse während seiner Amtszeit
- Erste Deutsche Industrieausstellung im Deutschhaus Mainz (1842)
- Erster deutscher Katholikentag in Mainz (1848)
- Erwerb des Geländes des ehemaligen Invalidenhauses zur Unterbringung von Bedürftigen (1848)[1]
- Eröffnung des Bischöflichen Willigis-Gymnasiums (damals Marienschule) (1852)
- Gründung des Vincenz- und Elisabethen-Hospitals (1850)
- Gründung des Römisch-Germanischen Zentralmuseums (1852)
- Eröffnung des Mainzer Hauptbahnhofs unter dem Namen "Centralbahnhof" (1853)
- Straßenbeleuchtung (1853)[2]
- Explosion des Pulverturms (1857)
- Straßenschilder (1860)